# Vieille Église (La Balme-de-Thuy)
Pour les articles homonymes, voir Vieille église.
La Vieille-Église est un abri-sous-roche situé à La Balme-de-Thuy, en Haute-Savoie (France), datée de la période de l'âge du bronze.

## Localisation
L'abri-sous-roche est situé dans le département français de la Haute-Savoie, sur la commune de La Balme-de-Thuy. Il se trouve dans les Préalpes calcaires du massif des Bornes-Aravis.
La grotte se situe à une altitude de 620 m, dans une falaise urgonienne, orienté Sud, sur la rive droite du Fier.

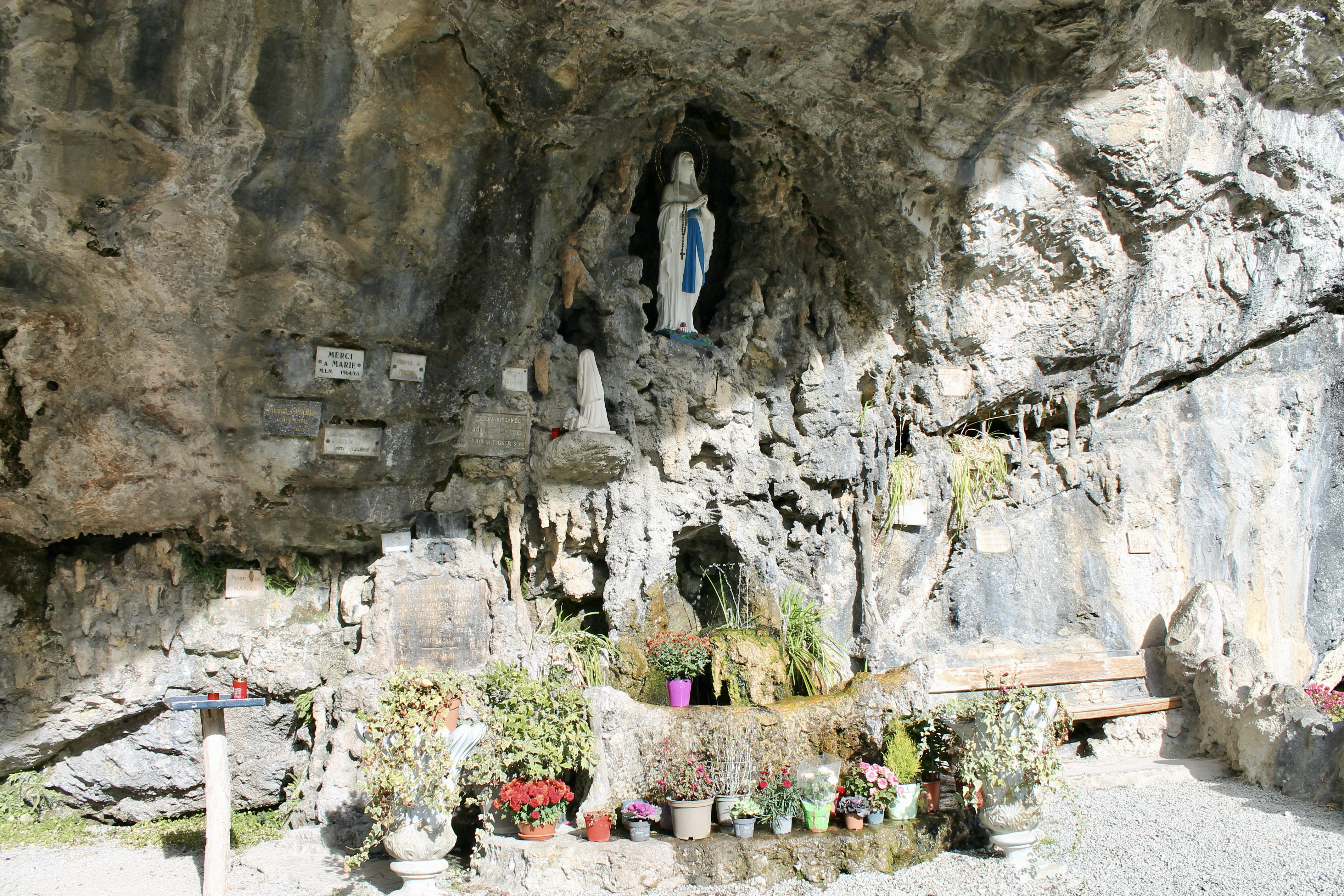
Lieu de culte.

En-dessous de l'abri sous roche, à côté de la route, une autre grotte accueille un lieu de culte dédiée à la Sainte Vierge.

## Description

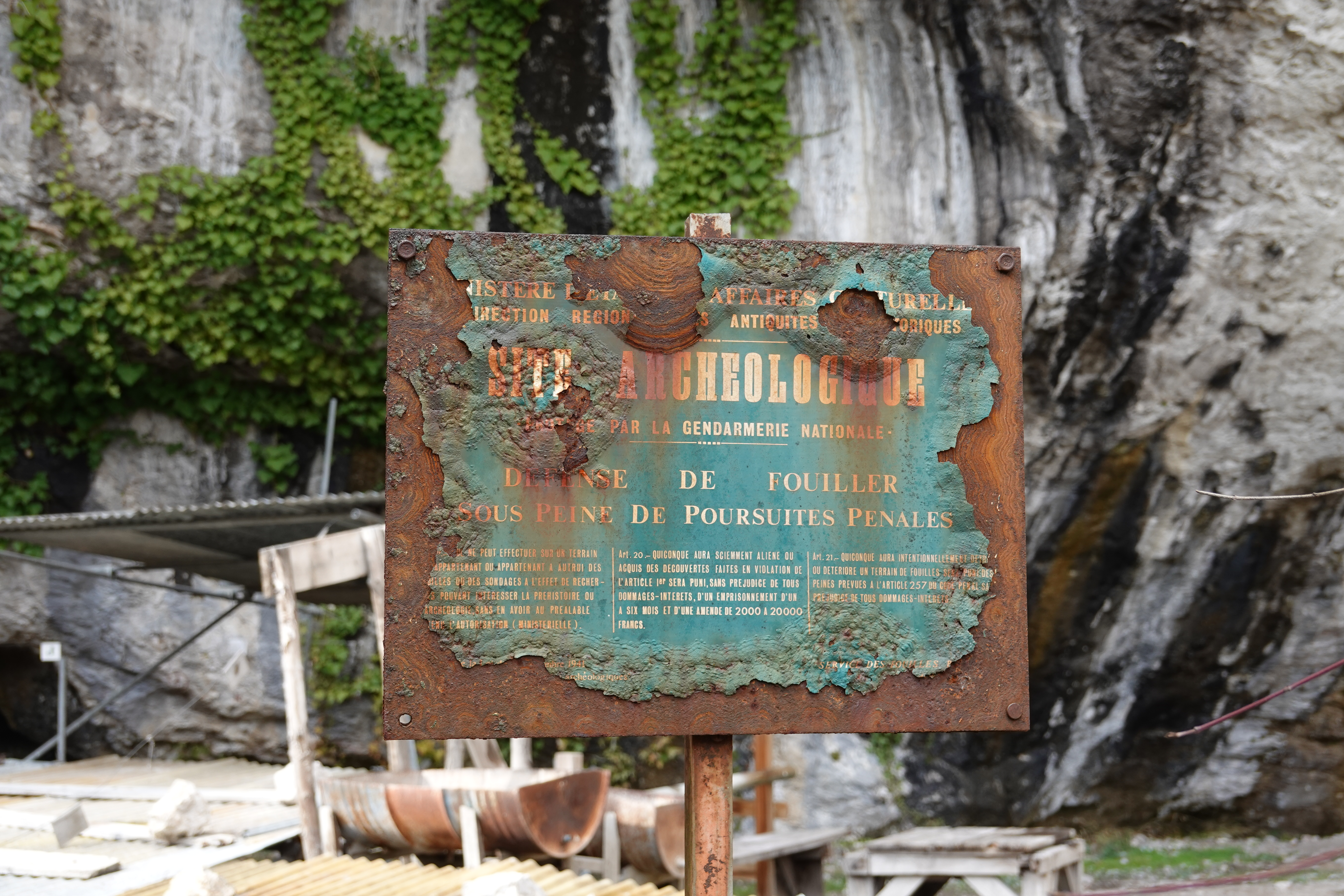
Site archéologique.

L'abri sous roche recouvre une superficie de 600 m2, mesurant 40 m de longueur environ sur 14 m de profondeur,.

## Historique
Le site semble avoir été occupé précocement selon les différentes découvertes réalisées (Outils de la Préhistoire, ossements) permettant une datation de l'occupations humaine entre -14 000 et - 10 000 ans avt JC, soit à la fin de la dernière grande glaciation au climat froid et sec .
L'édifice est classé au titre des monuments historiques en 1979.

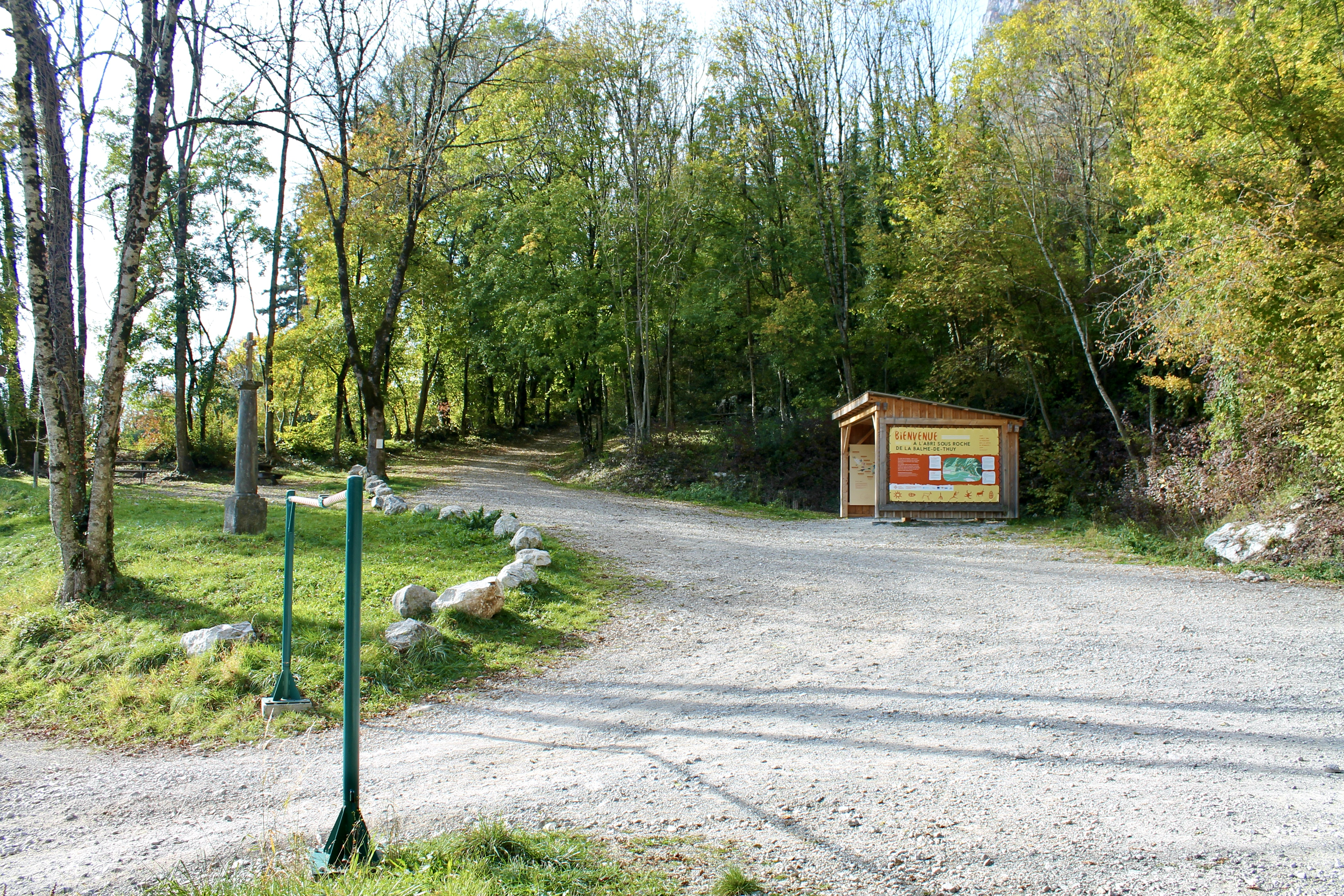
Parking et espace pédagogique.

Un espace pédagogique, libre d'accès, a été aménagé et inauguré en juillet 2019.